# Малик, Рехман
Рехман Малик (англ. Rehman Malik), (урду  رحمان ملک‎) (12 декабря 1951, Сиалкот, Пакистан — 23 февраля 2022 , Пакистан) — пакистанский государственный деятель, занимал должность министра внутренних дел Пакистана с 25 марта 2008 по 16 марта 2013 года.

## Биография
Рехман Малик родился 12 декабря 1951 года в городе Сиялкоте, Пакистан. В 1973 году окончил Университет Карачи в городе Карачи. С 23 октября 1993 по 10 ноября 1998 года занимал должность генерального директора Федерального агентства расследований. В ноябре 1998 года бежал из страны после предъявления ему обвинения в коррупционных преступлениях. С 1998 по 2008 год проживал в Великобритании, получил британское гражданство. После прихода к власти в Пакистане президента Асифа Али Зардари с Рехмана Малика были сняты все обвинения и он вернулся в страну, где занял должность министра внутренних дел (2008-2013).
Умер 23 февраля 2022 года на 71-м году жизни.